# 岡山県道276号宇野津下之町線
岡山県道276号宇野津下之町線（おかやまけんどう276ごう うのつしものちょうせん）は、岡山県倉敷市を通る一般県道である。

## 概要
倉敷市児島宇野津と倉敷市児島下の町9丁目を結ぶ。
水島コンビナートの東端に沿う国道430号から分岐する。水島地域と児島地域を大まかに分断する山地を超え、児島地域の東部にある琴浦旧市街地へ抜ける。国道430号が鷲羽山側に大きく迂回するため、この道路が短絡道の役割を果たしている。また、児島地域における外環状道路の役割も果たしている。

### 路線データ
- 起点：倉敷市児島宇野津（宇野津交差点、国道430号交点）
- 終点：倉敷市児島下の町9丁目（国道430号交点）

## 路線状況

### 重複区間
- 岡山県道21号岡山児島線（倉敷市児島稗田町・稗田南交差点 - 倉敷市児島稗田町・稗田交差点）
- 岡山県道268号白尾塩生線（倉敷市児島上の町3丁目）

## 地理

### 通過する自治体
- 倉敷市

### 交差する道路
| 交差する道路                                                                         | 交差する場所    | 交差する場所          |
| ------------------------------------------------------------------------------------ | --------------- | --------------------- |
| 国道430号                                                                            | 児島宇野津      | 宇野津交差点 / 起点   |
| 岡山県道393号鷲羽山公園線 / 鷲羽山スカイライン                                       | 児島稗田町      |                       |
| 岡山県道21号岡山児島線 重複区間起点                                                  | 児島稗田町      | 稗田南交差点          |
| 岡山県道21号岡山児島線 重複区間終点                                                  | 児島稗田町      | 稗田交差点            |
| 倉敷市道3050号茶屋児島自転車道3号線 重複区間起点                                     | 児島稗田町      |                       |
| 倉敷市道3010号茶屋児島自転車道2号線 倉敷市道3050号茶屋児島自転車道3号線 重複区間終点 | 児島稗田町      | 稗田西交差点          |
| 岡山県道268号白尾塩生線 重複区間起点                                                 | 児島上の町3丁目 |                       |
| 岡山県道268号白尾塩生線 重複区間終点                                                 | 児島上の町3丁目 | 上の町北交差点        |
| 国道430号                                                                            | 児島下の町9丁目 | 琴浦交番交差点 / 終点 |

### 交差する鉄道
- 本四備讃線（瀬戸大橋線）

### 沿線
- 倉敷市立倉敷翔南高等学校
- 倉敷市立短期大学
- JR西日本本四備讃線（瀬戸大橋線） 上の町駅
- 倉敷市立琴浦西小学校
- 小田川 - 上流部を一部並行。
- 児島警察署 琴浦交番